# Auñón
Auñón es un municipio y localidad española de la provincia de Guadalajara, en la comunidad autónoma de Castilla-La Mancha. Perteneciente a la comarca de la Alcarria, cuenta con una población de 159 habitantes (INE 2024).

## Toponimia
Parece que el topónimo Auñón procede de la palabra latina alneu, «aliso», que habría evolucionado a la forma auño; a partir de esta palabra se habría creado un aumentativo castellano añadiendo la terminación -on.

## Geografía
La localidad, perteneciente a la comarca de La Alcarria,  se sitúa a unos 45 km de la capital provincial, Guadalajara. El término municipal lo cruza la carretera nacional N-320, entre los pK 225 y 232, además de la carretera autonómica CM-2009, que conecta con Sayatón, y por la carretera local GU-999, que conecta con Alocén.  
El relieve está definido por los arroyos Auñón, que pasa por la población, y Valdefuentes, que recorren el territorio en dirección norte-sur. En el oeste del término, se encuentra el monte de la Veguilla, en la sierra que limita con el embalse de Entrepeñas y con el río Tajo, cuyas aguas son represadas de nuevo en el embalse de Bolarque. La vegetación predominante es de tipo mediterráneo: bosques de pinos, encinas, quejigos y cultivos de olivar. A esto acompañan los cultivos de cereales. La altitud va desde los 1023 m al norte (pico Laguna) hasta los 650 m en el embalse de Bolarque. El pueblo se encuentra a 747 m sobre el nivel del mar. 
| Noroeste: Berninches    | Norte: Berninches y Alocén | Noreste: Alocén  |
| Oeste: Alhóndiga        |                            | Este: Sacedón    |
| Suroeste: Fuentelencina | Sur: Sayatón               | Sureste: Sacedón |

### Clima
De acuerdo con la clasificación climática de Köppen, Auñón se encuadra en la variante Csa, es decir clima mediterráneo de veranos secos y calurosos, con la media del mes más cálido superior a 22 °C. Según los datos de la estación meteorológica situada en Berninches, a tan solo 6 km de distancia, los parámetros climáticos promedio aproximados en su entorno son los siguientes:
| Parámetros climáticos promedio de Berninches                                                                                              | Parámetros climáticos promedio de Berninches | Parámetros climáticos promedio de Berninches | Parámetros climáticos promedio de Berninches | Parámetros climáticos promedio de Berninches | Parámetros climáticos promedio de Berninches | Parámetros climáticos promedio de Berninches | Parámetros climáticos promedio de Berninches | Parámetros climáticos promedio de Berninches | Parámetros climáticos promedio de Berninches | Parámetros climáticos promedio de Berninches | Parámetros climáticos promedio de Berninches | Parámetros climáticos promedio de Berninches | Parámetros climáticos promedio de Berninches |
| Mes | Ene.                                         | Feb.                                         | Mar.                                         | Abr.                                         | May.                                         | Jun.                                         | Jul.                                         | Ago.                                         | Sep.                                         | Oct.                                         | Nov.                                         | Dic.                                         | Anual                                        |
| --- | -------------------------------------------- | -------------------------------------------- | -------------------------------------------- | -------------------------------------------- | -------------------------------------------- | -------------------------------------------- | -------------------------------------------- | -------------------------------------------- | -------------------------------------------- | -------------------------------------------- | -------------------------------------------- | -------------------------------------------- | -------------------------------------------- |
| Temp. media (°C) | 6.00                                         | 7.80                                         | 12.20                                        | 12.20                                        | 17.20                                        | 21.50                                        | 25.90                                        | 25.60                                        | 20.60                                        | 15.20                                        | 10.40                                        | 7.00                                         | 15.1                                         |
| Precipitación total (mm) | 55.20                                        | 28.10                                        | 12.00                                        | 59.80                                        | 60.90                                        | 42.60                                        | 17.90                                        | 12.40                                        | 24.80                                        | 70.90                                        | 65.30                                        | 61.70                                        | 511.6                                        |
| Fuente: Ministerio de Agricultura y Pesca, Alimentación y Medio Ambiente. Datos de precipitación (1986-1998) y de temperatura (1986-1998) |                                              |                                              |                                              |                                              |                                              |                                              |                                              |                                              |                                              |                                              |                                              |                                              |                                              |

## Historia
Si bien por Auñón pasaron los iberos, los romanos y los árabes, solo empieza a ser conocido desde el momento de la Reconquista por Castilla, que tuvo lugar, como la conquista de toda la Alcarria, a comienzos del siglo XII.

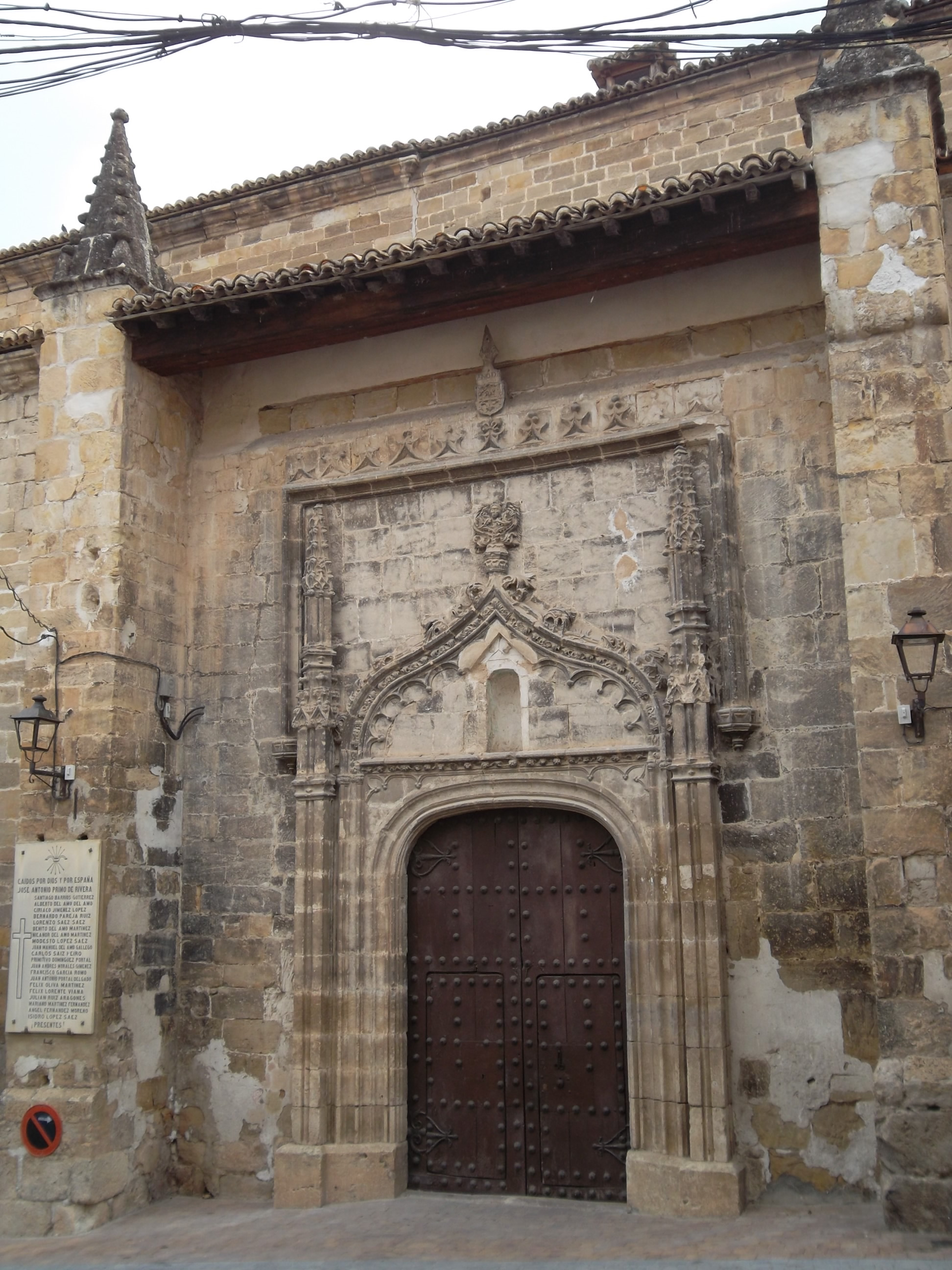
Portada de la iglesia de San Juan Bautista

Sus primeros dueños fueron los Ordóñez, señores terratenientes castellanos de Illana. Estos vigilaron desde pronto la orilla derecha del río Tajo. Junto al río se erguía un fuerte torreón vigía llamado del Cuadrón, donde antes hubo poblado, castillo y control de caminos. Auñón, que era meramente una alquería del Cuadrón, un lugar en la montaña, enseguida tomó importancia, más cuando en 1178 lo adquirió la Orden de Calatrava (el maestre Martín Pérez de Siones fue enterrado cerca hacia 1199, en el monasterio cisterciense de Monsalud, junto al pueblo de Córcoles). Creció rápidamente y obtuvo privilegios y exenciones por parte de los maestres y de los reyes de Castilla. Elevado el pueblo a cabeza de Encomienda, allí residió, durante siglos, el «comendador de Auñón», en una casona que dura hasta hoy, más abajo de la iglesia, en la misma plaza del Ayuntamiento. Los lugares cercanos dependientes de Auñón fueron el Collado, priorato y templo románico, y Berninches, pueblo fuerte, ambos propiedad de la Orden de Calatrava. La importancia de Auñón se asemejó en dominios y riqueza a la encomienda de Zorita de los Canes.
En el siglo XV, Juan Ramírez de Guzmán, apodado «Carne de Cabra», se sublevó contra la Orden y se nombre a sí mismo maestre contra el legítimo mandatario. El rebelde asoló la tierra de Zorita, conquistó y dominó durante un tiempo todos sus pueblos. Auñón permaneció fiel al poder establecido y legal y resistió el cerco de «Carne de Cabra». En el siglo XVI, cuando el emperador Carlos V se hizo con el dominio de todas las órdenes militares y se proclamó maestre de todas ellas, se decidió vender la villa para sacar más dinero con que hacer frente a sus guerras por Europa. Los vecinos de Auñón, que aspiraban a liberarse de cualquier señorío, trataron de comprar el pueblo pero no pudieron. El señorío se lo quedó, por 204 000 ducados, el tesorero real de Felipe II, Melchor de Herrera y Rivera, alférez mayor de Madrid, que compró Auñón y Berninches al rey entre 1572 y 1573. Al poco, Felipe II le concedió el título de marqués de Auñón. La familia Herrera mantuvo el señorío durante siglos. En el siglo XIX, el poeta romántico Ángel de Saavedra, duque de Rivas, era marqués de Auñón y heredero de aquel potentado del Renacimiento.
El Diccionario geográfico-estadístico-histórico de España y sus posesiones de Ultramar, de Pascual Madoz, describe Auñón como sigue:

AUÑON: v. con ayunt. de la prov. y adm. de rent. de Guadalajara (7 leg.), part. jud. de Sacedon (1), aud. terr. de Madrid (10), dióc. de Toledo (22), c. g. de Castilla la Nueva: SIT. al pie del cerro llamado del Viso, en medio de una hermosa y fértil vega, que hace sumamente agradable su posición; dominanla 3 cerros de mediana altura, donde los vientos pierden su mayor ímpetu, llegando asi su influencia á la pobl. de un modo nada incómodo; estas causas, unidas al despejado cielo que disfruta, y á su templado CLIMA, alejan las enfermedades: tiene 227 casas de fáb. ordinaria y pocas comodidades, consistorial, cárcel, escuela de niños, dotada con 1,600 rs. por los fondos públicos; igl. parr. con el titulo de San Juan Bautista, de curato perpetuo en concurso general; 1 ermita dedicada a la Purísima Concepción, tan capaz que pudiera servír de parr. y 2 fuentes para el consumo de los vec.: en las afueras hay otra ermita titulada de la Soledad. Confina el TÉRM. por N. con Alocen y Berninches; E. el r. Tajo; S. el monte Anguis, y O. Alondiga y Valdeconcha, a dist. de 1/2 leg. próximamente por todos los puntos, y comprende 2 grandes montes de Pinar llamados Palancar y la Veguilla; el primero junto al monte de Anguis, y el segundo á la ribera del Tajo; en este, y descollando sobre los altos pinos que lo componen, existe la famosa ermita de Ntra. Sra. del Madroñal, de buena y sólida construcción, debida, según tradición, a los caballeros de Calatrava a quienes pertenecía; por su elevada posición y firmeza pudiera servir de cast.: en ella se celebran 2 funciones; una el segundo dia de pascua de Pentecostés, y la otra en la fiesta del Dulce Nombre de María, o sea el primer domingo después de la Natividad de Ntra Sra., a la que concurren gran número de gentes de todos los pueblos comarcanos: el terreno es fértil, y recompensa regularmente los afanes del labrador: báñale el r. Tajo que forma su límite oriental y le divide del de Sacedón, en cuyo punto hay un buen puente del nombre del pueblo, que consta de 3 arcos, sobre el cual pasa la carretera de Madrid a la Isabela: el CORREO se recibe en Sacedon por medio de balijero los domingos, miércoles y viernes de cada semana: PROD. cereales, legumbres, hortalizas y aceite que es la mas abundante cosecha, se mantiene algún ganado lanar, cabrio y el necesario para las labores, y se cria bastante caza menor, algunos ciervos y pesca en el r.: IND.: 1 fáb. de jabón, 3 molinos de aceite, 2 de harina, y carbonerías: POBL. 234 vec., 994 alm.: CAP. PROD. 12.710,200 rs.: IMP. 335,225; CONTR. 21,863 rs. 2 mrs.

HISTORIA. Aunque es conocida la antigüedad de esta pobl., arbitrario será cuanto se diga con relación a su origen y a sus primeros tiempos; habiendo sido desapercibida de los geógrafos é historiadores antiguos. En las guerras contra moros salieron de esta v., a las órdenes de los caballeros de Calatrava, muchos soldados valerosos. Señalados servicios presto a sus reyes; parliculannente a D. Carlos I de España y a Don Felipe II. Este monarca la creó marquesado, cuyo título vino a la casa de Velasco, por casamiento de la propietaria Doña Ana de Herrera con D. Iñigo de Velasco y Tovar. Sufrió considerablemente en la guerra de sucesión (1701-1713). En la de la Independencia (1808-1814), fue atacada (23 de marzo de 1811) por el Empecinado y Villacampa; y arrollando su guarnición de 600 franceses, que mandaba el coronel Hugo, quien quedó herido entre otros muchos, cogieron mas de 100 prisioneros y otros tantos entre heridos y muertos. Se refugiaron los restantes en la igl.; y aunque allí les acometieron, a causa de una gran lluvia se detuvieron algún tanto las operaciones, dando lugar a que acudiesen socorros de 2 columnas francesas; pero ya habían destruido las fortificaciones, que los enemigos habían hecho, y aun estaban levantando: cuya circunstancia ocasionó que abandonasen este punto, a pesar de su interés.

## Demografía

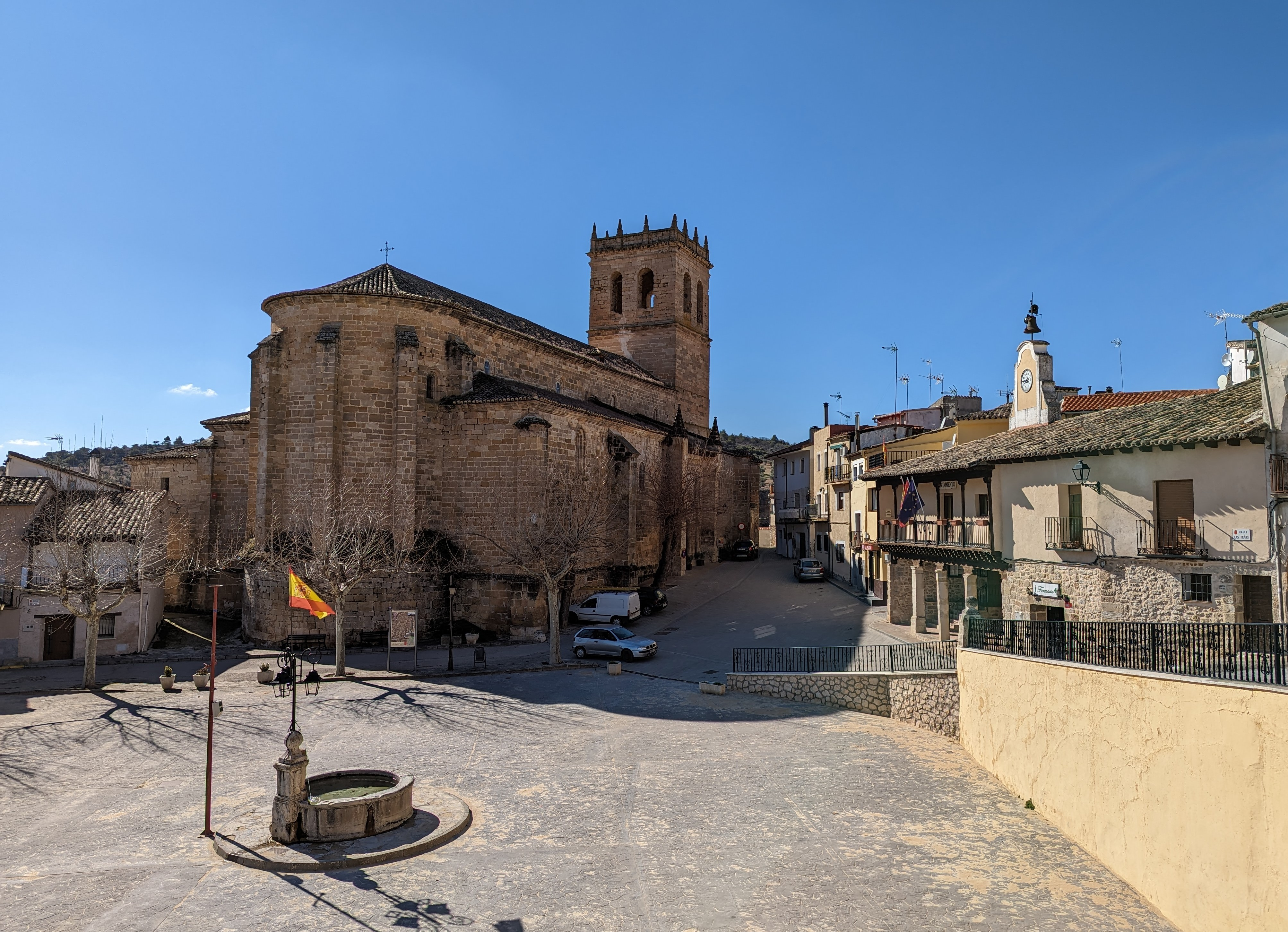
Plaza Mayor

Auñón cuenta con una población de 159 habitantes (INE 2024).
| Gráfica de evolución demográfica de Auñón entre 1842 y 2021                                                         |
| |
| Población de derecho según los censos de población del INE Población de hecho según los censos de población del INE |

## Alcaldía

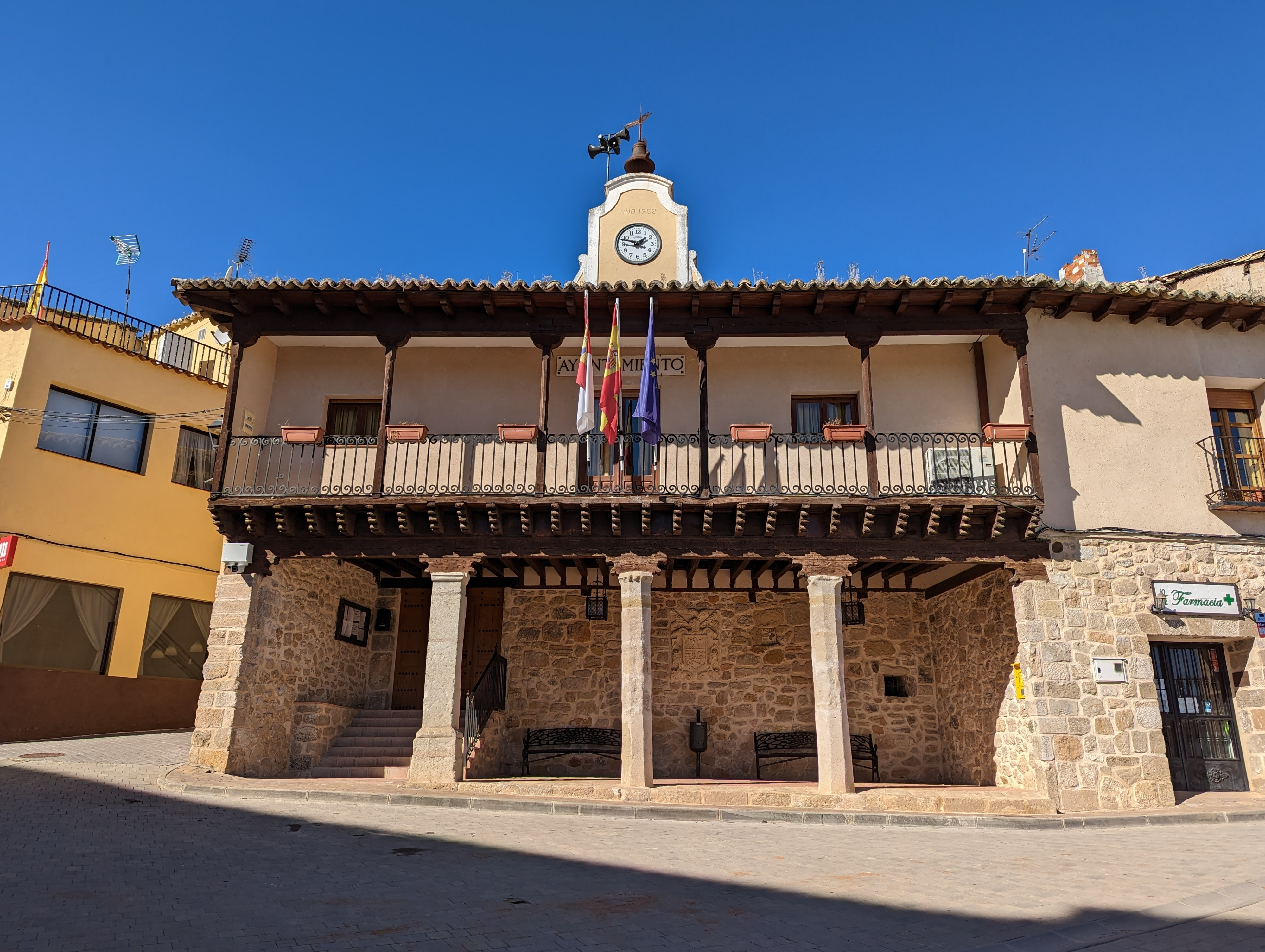
Casa consistorial

El alcalde desde 2019 es Sergio García Rodríguez, del Partido Popular, que obtuvo los 5 concejales de Auñón.
| Elecciones municipales del 26 de mayo de 2019 |       |         |            |
| Partido                                       | Votos | %       | Concejales |
| Partido Popular                               | 84    | 78,50 % | 5          |
| Partido Socialista Obrero Español             | 12    | 11,21 % | 0          |
| UCIN                                          | 8     | 7,48 %  | 0          |

## Patrimonio

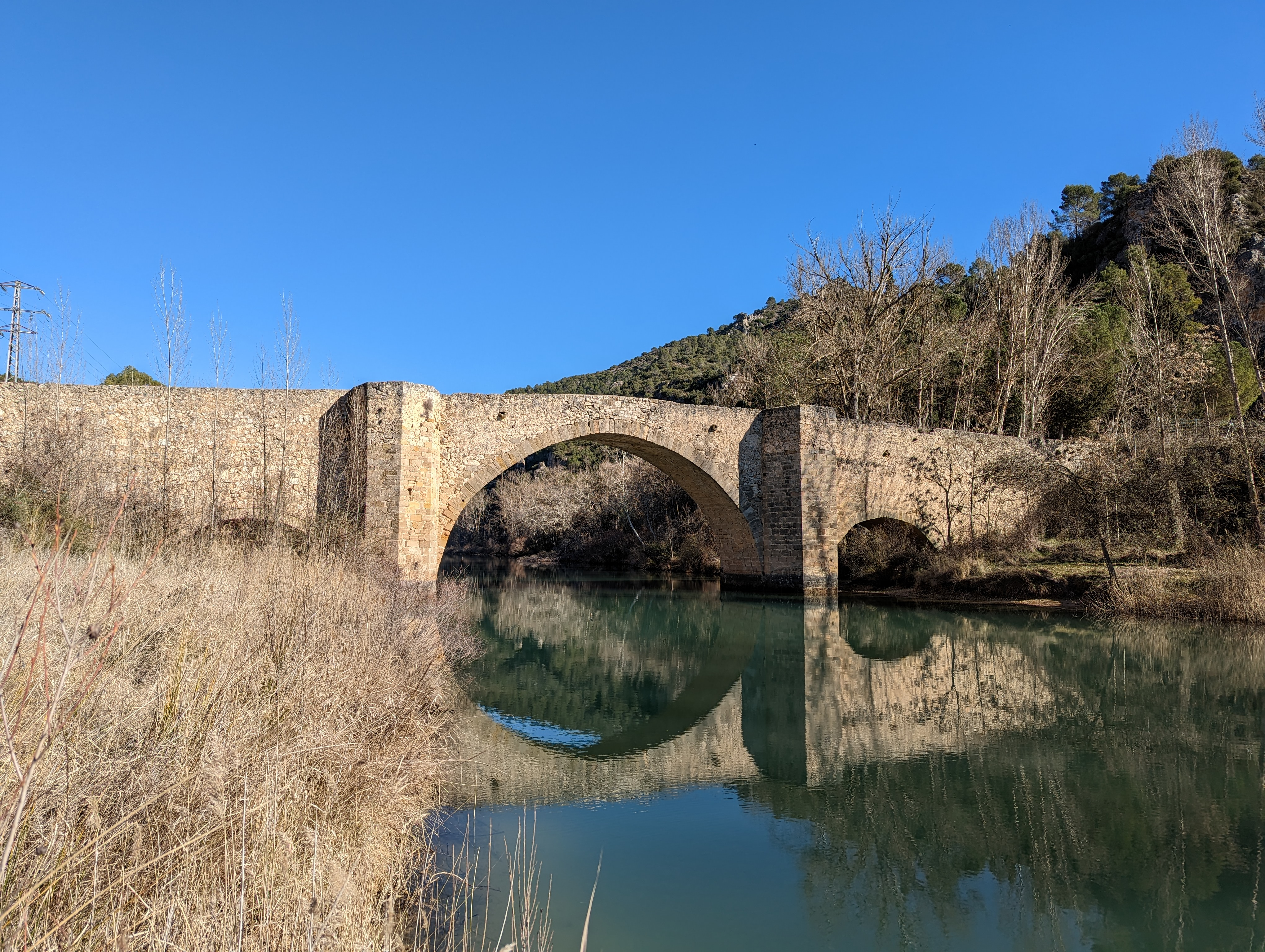
Puente sobre el río Tajo

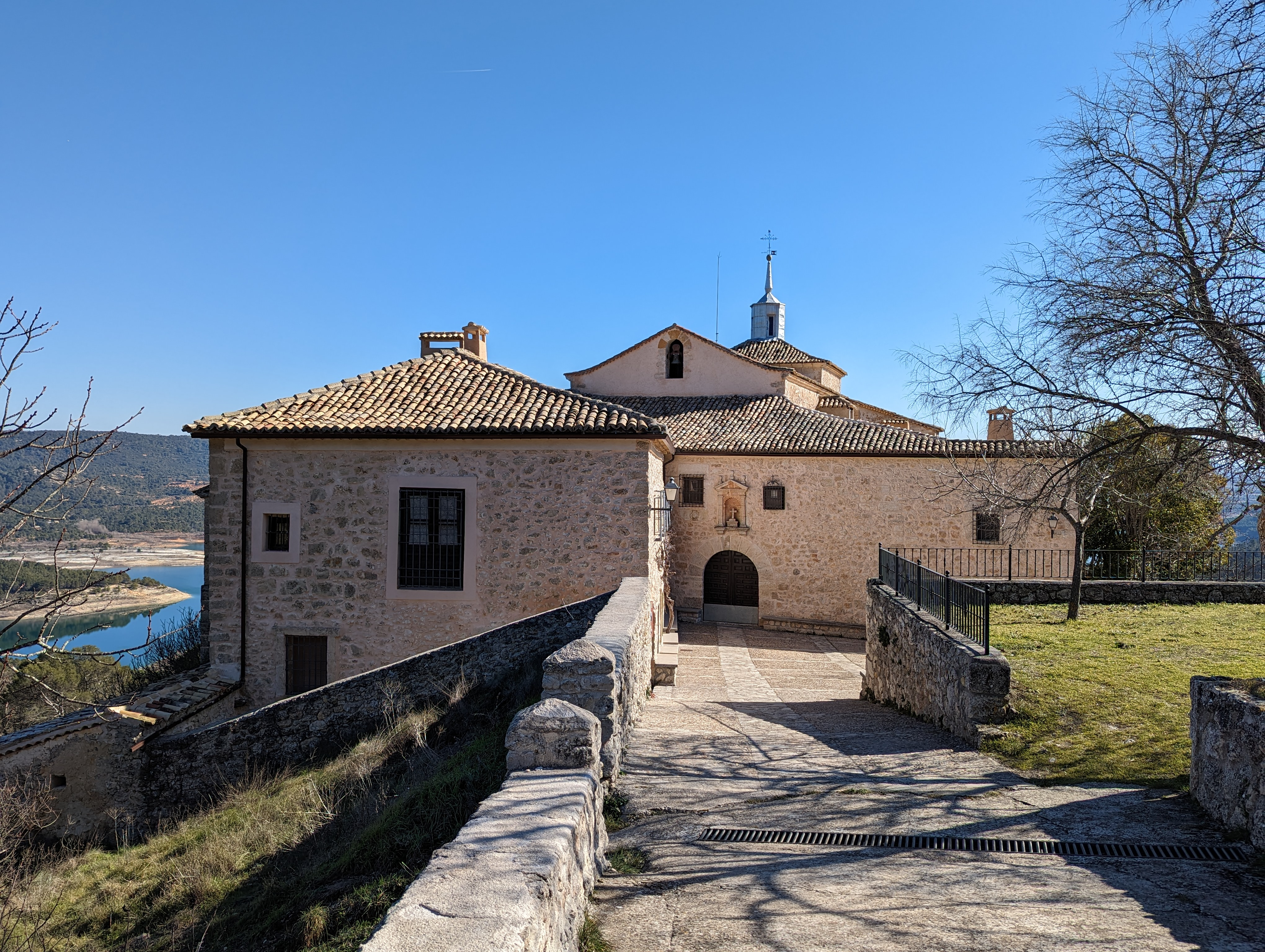
Ermita del Madroñal

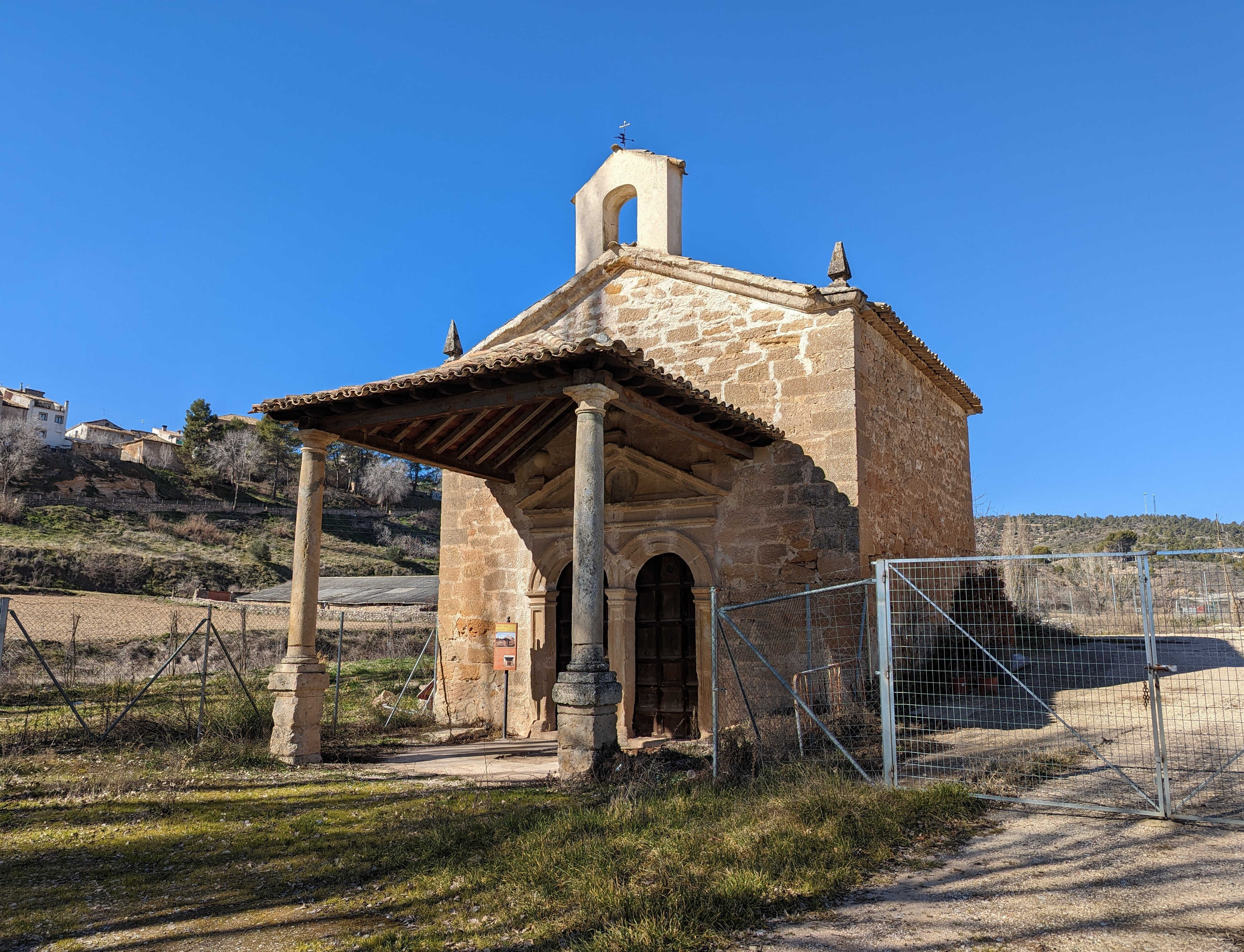
Ermita de la Soledad

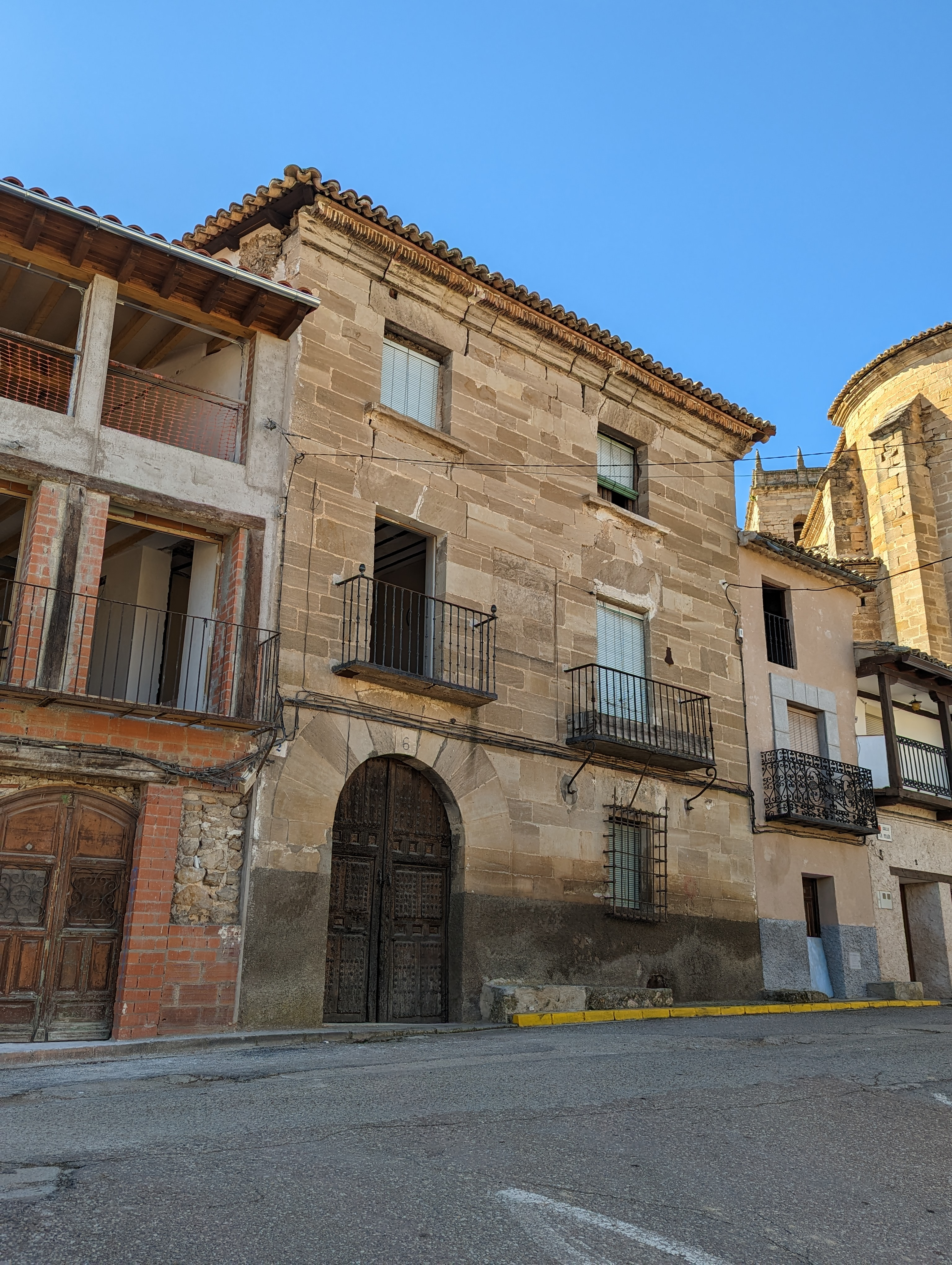
Casa del Comendador

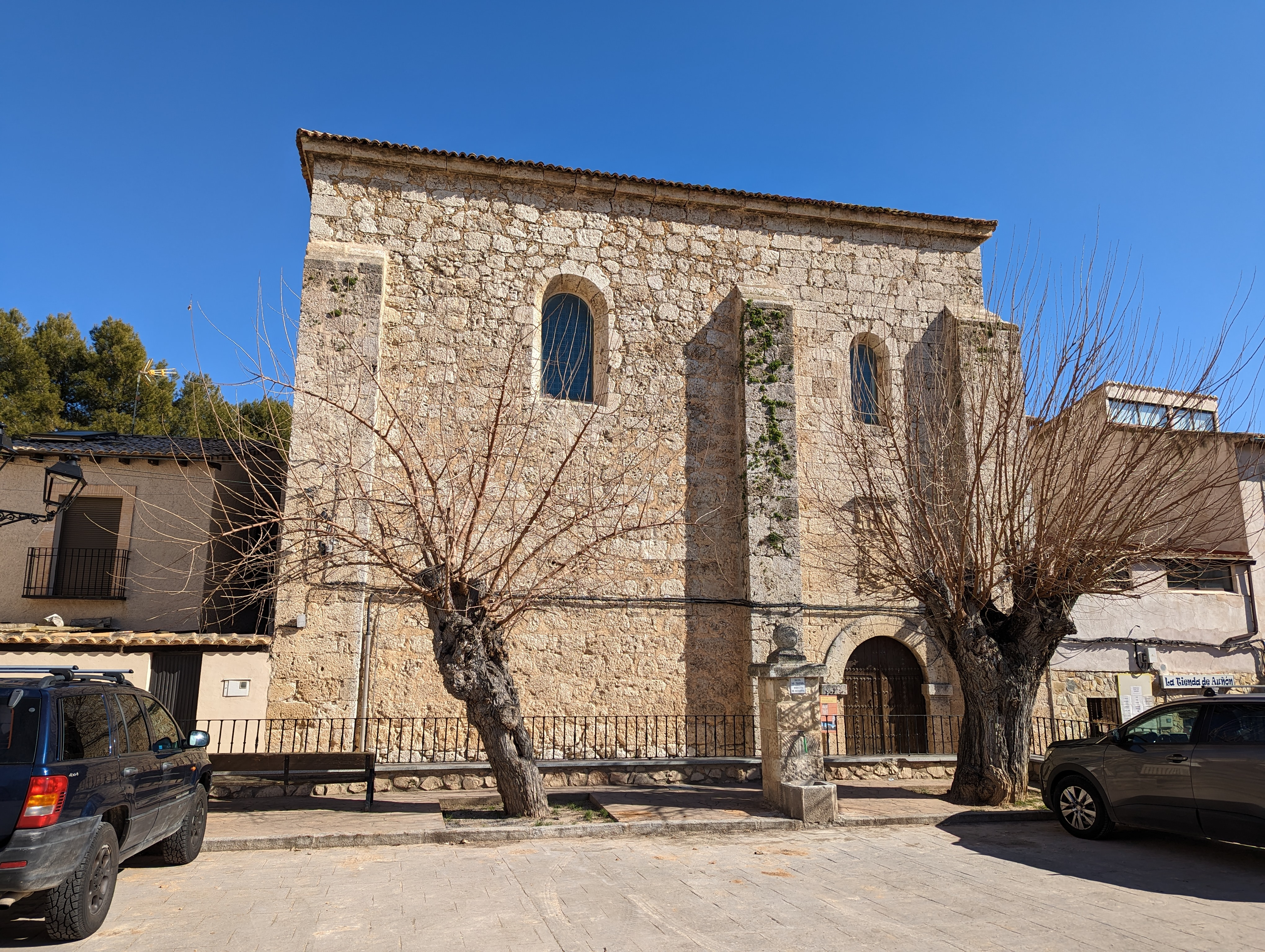
Capilla del Obispo de Salona

Entre los monumentos históricos de Auñón se encuentran:
- Los restos del arruinado Castillo del Cuadrón, del que hasta 2010 subsistía un torreón.[15]
- Muralla: El pueblo tuvo su muralla de la que no queda nada.
- El puente medieval, a unos 3 km de Auñón y más cerca de Sacedón: aunque en la zona es conocido como puente romano, es de origen medieval; ya existía según testimonios escritos, en 1361. Es una gran obra cuyo ojo principal mide 11 m y su longitud total es de 88 m. Se reconstruyó en 1461 y era muy utilizado por su cercanía a la vía que unía Sigüenza y Cuenca. Este hecho, contribuyó al declive definitivo de Zorita y al despegue económico de Pastrana, exenta del portazgo por la ayuda económica para su construcción. Sufrió agresiones a causa de las guerras de Sucesión, Independencia y Carlistas. Hubo de reconstruirse de nuevo en el siglo XIX.
- Casonas nobiliarias dispersas por el pueblo, con grandes portalones adovelados, fachadas de sillería, y rematadas algunas con escudos heráldicos, que corresponden a los Ruiz de Velasco, a los Páez de Saavedra, y a un tal Merchante, que fue correo del rey. También la casona del Ayuntamiento.
- Casona del «comendador de Auñón», edificio construido con fachada de sillar calizo, portón adovelado semicircular, ventanas y alero de piedra tallada. Esta casa fue sede de los comendadores calatravos, y a fines del siglo XVI, el marqués de Auñón colocó a una pequeña comunidad de monjas clarisas, que duró muy poco.[16]
- Capilla del Obispo de Salona: casa y capilla que fundó y ordenó construir Diego de la Calzada, obispo de Salona,[17] en 1612. Natural de Mucientes (Valladolid), eligió Auñón como su última residencia, y para él fundó una completa capellanía con sede en esta ermita, dedicada a Nuestra Señora de la Concepción y de Santa Ana. Los planos o traza, de 1609, son de Pedro Gilón, maestro mayor de las obras del Obispado de Cuenca. Fueron los autores materiales los maestros canteros Pedro de Perelacia y Lucas de los Corrales. En 1958 fueron descubiertos en la cripta de la ermita de la Concepción lo que se cree son los restos del obispo, fallecido hacia 1625.[18]
- Iglesia de San Juan Bautista, es obra de la primera mitad del siglo XVI. Todo el edificio es de sillar, y el ábside, de planta semicircular, está reforzado con contrafuertes. La torre campanario fue construida hacia 1526, según traza y dirección del maestro Juan Sánchez del Pozo. La portada meridional es obra renacentista, y está guardada tras un atrio descubierto y rodeado de una barbacana de cal y canto. La portada norte, de acceso al templo, es del gótico tardío, de principios del siglo XVI. Contiene un arco semicircular, escoltado por finas pilastras góticas, y un tejaroz bajo el que está el escudo de la Orden de Calatrava, que fuera dueña del pueblo en la época de construcción, y patrocinadora del edificio. Interior de tres naves, separadas por gruesos pilares de sillar con columnillas adosadas que, partiendo de collarines amplios, ascienden hacia las bóvedas nervadas de gran efecto decorativo. En la pared del fondo del presbiterio, está el gran retablo mayor, de estilo plateresco, reparado después de los daños que sufrió en 1936. Obra de 1583, del escultor toledano Nicolás de Vergara el Joven, en colaboración con los entalladores Sebastián Fernández y Benito de Sacedón. La pintura es del también toledano Luis de Velasco, y los dorados del pintor de Huete, Tomás de Briones.
- Convento de San Sebastián (desaparecido): El primer marqués de Auñón deseaba fundar un convento, que inicialmente sería convento de monjas, ubicado en la casa de los Comendadores. Luego solicitó licencia para crear un monasterio de frailes franciscanos. Se escogió el sitio de la ermita de San Sebastián, extramuros del pueblo. Se edificó en 1578-1579, de planta sencilla, siguiendo las normas establecidas por la Orden franciscana para las nuevas fundaciones. En la capilla mayor se dispuso el enterramiento del primer marqués, Melchor de Herrera, que había edificado junto al convento su casa palacio, para él y su familia. Fue uno de los más importantes monasterios de la orden. En agosto de 1595 se celebró en ella el capítulo provincial que trató asuntos de la provincia franciscana de San José. Presidió el capítulo fray Juan de las Cuevas, dominico y confesor del Cardenal Archiduque. Fue residencia y lugar de deceso de destacados religiosos franciscanos alcarreños como fray Juan Ruiz, fray Pedro de Guadalajara, el padre Balconete, el padre Yela y otros (fray Juan de Santa María: Crónica de la provincia de Descalzos de san Josef). El convento poseía una importante y selecta librería que se perdió, junto con el convento, como consecuencia de la desamortización de 1836-1837. El actual cementerio está ubicado en terrenos que fueron del edificio principal del monasterio. Todavía se mantienen los muros de piedra que circundaban la gran finca que ocupaba el monasterio. Esa finca es hoy en día terreno de huertos.
- Ermita de la Virgen del Madroñal: situada en lo alto, a unos kilómetros al noreste del pueblo, muy próxima al río Tajo, hoy embalse de Entrepeñas. Erigida en el siglo XVII, de grandiosas proporciones y retablo barroco.[19] Las fiestas en honor de la Virgen del Madroñal tienen lugar a comienzos de septiembre.[20]

## Fiestas
Durante la Semana Santa se celebra «La Pandorga». Las fiestas patronales, en honor de la Virgen del Madroñal, se celebran el domingo siguiente al día 8 de septiembre; duran todo el fin de semana y en ellas, además de bailes, actos religiosos y culturales, tiene lugar el tradicional encierro por las calles del pueblo.